# Aneflomorpha aculeata
Aneflomorpha aculeata är en skalbaggsart som först beskrevs av Leconte 1873.  Aneflomorpha aculeata ingår i släktet Aneflomorpha, och familjen långhorningar. Inga underarter finns listade i Catalogue of Life.